# Tonghe (häradshuvudort i Kina, Heilongjiang Sheng, lat 45,98, long 128,74)
Tonghe (kinesiska: 通河, 通河县) är en häradshuvudort i Kina. Den ligger i provinsen Heilongjiang, i den nordöstra delen av landet, omkring 170 kilometer öster om provinshuvudstaden Harbin. Antalet invånare är 210 650. Befolkningen består av 103 258 kvinnor och 107 392 män. Barn under 15 år utgör 14,0 %, vuxna 15-64 år 78 %, och äldre över 65 år 7,0 %.
Runt Tonghe är det ganska tätbefolkat, med 78 invånare per kvadratkilometer. Tonghe är det största samhället i trakten. Trakten runt Tonghe består till största delen av jordbruksmark.
Genomsnittlig årsnederbörd är 862 millimeter. Den regnigaste månaden är juli, med i genomsnitt 174 mm nederbörd, och den torraste är januari, med 7 mm nederbörd.